# Iphiaulax agraensis
Iphiaulax agraensis är en stekelart som först beskrevs av Cameron 1897.  Iphiaulax agraensis ingår i släktet Iphiaulax och familjen bracksteklar. Inga underarter finns listade i Catalogue of Life.